# Box-office 1996 au Canada et aux États-Unis
Cet article traite du box-office de 1996 au Canada et aux États-Unis. 

## Classement
| Rang | Titre                                  | Pays                  | Réalisateur               | Budget en USD | Recettes      |
| ---- | -------------------------------------- | --------------------- | ------------------------- | ------------- | ------------- |
| 1.   | Independence Day                       | États-Unis d'Amérique | Roland Emmerich           |               | 306 169 268 $ |
| 2.   | Twister                                | États-Unis d'Amérique | Jan De Bont               |               | 241 721 524 $ |
| 3.   | Mission impossible                     | États-Unis d'Amérique | Brian De Palma            | 80 000 000    | 180 981 856 $ |
| 4.   | Jerry Maguire                          | États-Unis d'Amérique | Cameron Crowe             |               | 153 952 592 $ |
| 5.   | La Rançon                              | États-Unis d'Amérique | Ron Howard                |               | 136 492 681 $ |
| 6.   | Les 101 Dalmatiens                     | États-Unis d'Amérique | Stephen Herek             |               | 136 189 294 $ |
| 7.   | Rock                                   | États-Unis d'Amérique | Michael Bay               | 75 000 000    | 134 069 511 $ |
| 8.   | Professeur Foldingue                   | États-Unis d'Amérique | Tom Shadyac               |               | 128 814 019 $ |
| 9.   | Birdcage                               | États-Unis d'Amérique | Mike Nichols              |               | 124 060 553 $ |
| 10.  | Le Droit de tuer ?                     | États-Unis d'Amérique | Joel Schumacher           |               | 108 766 007 $ |
| 11.  | Le Club des ex                         | États-Unis d'Amérique | Hugh Wilson               |               | 105 489 203 $ |
| 12.  | Phénomène                              | États-Unis d'Amérique | Jon Turteltaub            |               | 104 636 382 $ |
| 13.  | Scream                                 | États-Unis d'Amérique | Wes Craven                |               | 103 046 663 $ |
| 14.  | L'Effaceur                             | États-Unis d'Amérique | Chuck Russell             |               | 101 295 562 $ |
| 15.  | Le Bossu de Notre-Dame                 | États-Unis d'Amérique | Gary Trousdale/ Kirk Wise |               | 100 138 851 $ |
| 16.  | Michael                                | États-Unis d'Amérique | Nora Ephron               |               | 95 318 203 $  |
| 17.  | Star Trek : Premier Contact            | États-Unis d'Amérique | Jonathan Frakes           |               | 92 027 888 $  |
| 18.  | Space Jam                              | États-Unis d'Amérique | Joe Pytka                 |               | 90 418 342 $  |
| 19.  | Le Patient anglais                     | États-Unis d'Amérique | Anthony Minghella         |               | 78 676 425 $  |
| 20.  | Broken Arrow                           | États-Unis d'Amérique | John Woo                  |               | 70 770 147 $  |
| 21.  | Beavis et Butt-Head se font l'Amérique | États-Unis d'Amérique | Mike Judge                |               | 63 118 386 $  |
| 22.  | La Course au jouet                     | États-Unis d'Amérique | Brian Levant              |               | 60 592 389 $  |
| 23.  | Disjoncté                              | États-Unis d'Amérique | Ben Stiller               | 47 000 000    | 60 240 295 $  |
| 24.  | À l'épreuve du feu                     | États-Unis d'Amérique | Edward Zwick              |               | 59 031 057 $  |
| 25.  | Jack                                   | États-Unis d'Amérique | Francis Ford Coppola      |               | 58 620 973 $  |
| 26.  | Ultime Décision                        | États-Unis d'Amérique | Stuart Baird              |               | 56 569 216 $  |
| 27.  | Peur primale                           | États-Unis d'Amérique | Gregory Hoblit            |               | 56 116 183 $  |
| 28.  | Tin Cup                                | États-Unis d'Amérique | Ron Shelton               |               | 53 854 588 $  |
| 29.  | Sleepers                               | États-Unis d'Amérique | Barry Levinson            |               | 53 315 285 $  |
| 30.  | Personnel et confidentiel              | États-Unis d'Amérique | Jon Avnet                 |               | 51 088 705 $  |
| 31.  | Evita                                  | États-Unis d'Amérique | Alan Parker               |               | 50 047 179 $  |

## Classement par Week End
| #  | Date              | Film no 1                              | Recettes     |
| -- | ----------------- | -------------------------------------- | ------------ |
| 1  | 5 janvier 1996    | L'Armée des douze singes               | 13 842 990 $ |
| 2  | 12 janvier 1996   | L'Armée des douze singes               | 9 974 510 $  |
| 3  | 19 janvier 1996   | Une nuit en enfer                      | 10 240 805 $ |
| 4  | 26 janvier 1996   | Professeur Holland                     | 8 297 082 $  |
| 5  | 2 février 1996    | Black Sheep                            | 10 593 609 $ |
| 6  | 9 février 1996    | Broken Arrow                           | 15 583 510 $ |
| 7  | 16 février 1996   | Broken Arrow                           | 11 704 778 $ |
| 8  | 23 février 1996   | Jackie Chan dans le Bronx              | 9 858 380 $  |
| 9  | 1er mars 1996     | Personnel et confidentiel              | 11 101 955 $ |
| 10 | 8 mars 1996       | Birdcage                               | 18 275 828 $ |
| 11 | 15 mars 1996      | Birdcage                               | 16 034 306 $ |
| 12 | 22 mars 1996      | Birdcage                               | 13 294 404 $ |
| 13 | 29 mars 1996      | Birdcage                               | 10 106 414 $ |
| 14 | 5 avril 1996      | Peur primale                           | 9 871 222 $  |
| 15 | 12 avril 1996     | Peur primale                           | 8 108 561 $  |
| 16 | 19 avril 1996     | Peur primale                           | 6 585 472 $  |
| 17 | 26 avril 1996     | Le Grand Tournoi                       | 7 029 120 $  |
| 18 | 3 mai 1996        | Dangereuse Alliance                    | 6 710 995 $  |
| 19 | 10 mai 1996       | Twister                                | 41 059 405 $ |
| 20 | 17 mai 1996       | Twister                                | 37 093 440 $ |
| 21 | 24 mai 1996       | Mission impossible                     | 56 811 602 $ |
| 22 | 31 mai 1996       | Mission impossible                     | 21 629 362 $ |
| 23 | 7 juin 1996       | The Rock                               | 25 069 525 $ |
| 24 | 14 juin 1996      | Disjoncté                              | 19 806 226 $ |
| 25 | 21 juin 1996      | L'Effaceur                             | 24 566 446 $ |
| 26 | 28 juin 1996      | Docteur Jerry et Mister Love           | 25 411 725 $ |
| 27 | 5 juillet 1996    | Independence Day                       | 50 228 264 $ |
| 28 | 12 juillet 1996   | Independence Day                       | 35 242 709 $ |
| 29 | 19 juillet 1996   | Independence Day                       | 21 274 817 $ |
| 30 | 26 juillet 1996   | Le Droit de tuer ?                     | 14 823 159 $ |
| 31 | 2 aout 1996       | Le Droit de tuer ?                     | 13 262 934 $ |
| 32 | 9 aout 1996       | Jack                                   | 11 191 496 $ |
| 33 | 16 aout 1996      | Tin Cup                                | 10 128 834 $ |
| 34 | 23 aout 1996      | L'Île du docteur Moreau                | 9 101 987 $  |
| 35 | 30 aout 1996      | The Crow, la cité des anges            | 9 785 111 $  |
| 36 | 6 septembre 1996  | À l'épreuve des balles                 | 6 014 400 $  |
| 37 | 13 septembre 1996 | Risque maximum                         | 5 612 707 $  |
| 38 | 20 septembre 1996 | Le Club des ex                         | 18 913 411 $ |
| 39 | 27 septembre 1996 | Le Club des ex                         | 15 314 530 $ |
| 40 | 4 octobre 1996    | Le Club des ex                         | 11 017 356 $ |
| 41 | 11 octobre 1996   | L'Ombre et la Proie                    | 9 215 063 $  |
| 42 | 18 octobre 1996   | Sleepers                               | 12 305 745 $ |
| 43 | 25 octobre 1996   | Sleepers                               | 9 605 059 $  |
| 44 | 1er novembre 1996 | Roméo + Juliette                       | 11 133 231 $ |
| 45 | 8 novembre 1996   | La Rançon                              | 34 216 088 $ |
| 46 | 15 novembre 1996  | Space Jam                              | 27 528 529 $ |
| 47 | 22 novembre 1996  | Star Trek : Premier Contact            | 30 716 131 $ |
| 48 | 29 novembre 1996  | Les 101 Dalmatiens                     | 33 504 025 $ |
| 49 | 6 décembre 1996   | Les 101 Dalmatiens                     | 13 944 053 $ |
| 50 | 13 décembre 1996  | Jerry Maguire                          | 17 084 296 $ |
| 51 | 20 décembre 1996  | Beavis et Butt-Head se font l'Amérique | 20 114 233 $ |
| 52 | 27 décembre 1996  | Michael                                | 17 435 711 $ |